# Tura (Egypt)
| r · Z1 | Aw | w | N25 |

| r · Z1 | Aw | w | N25 |

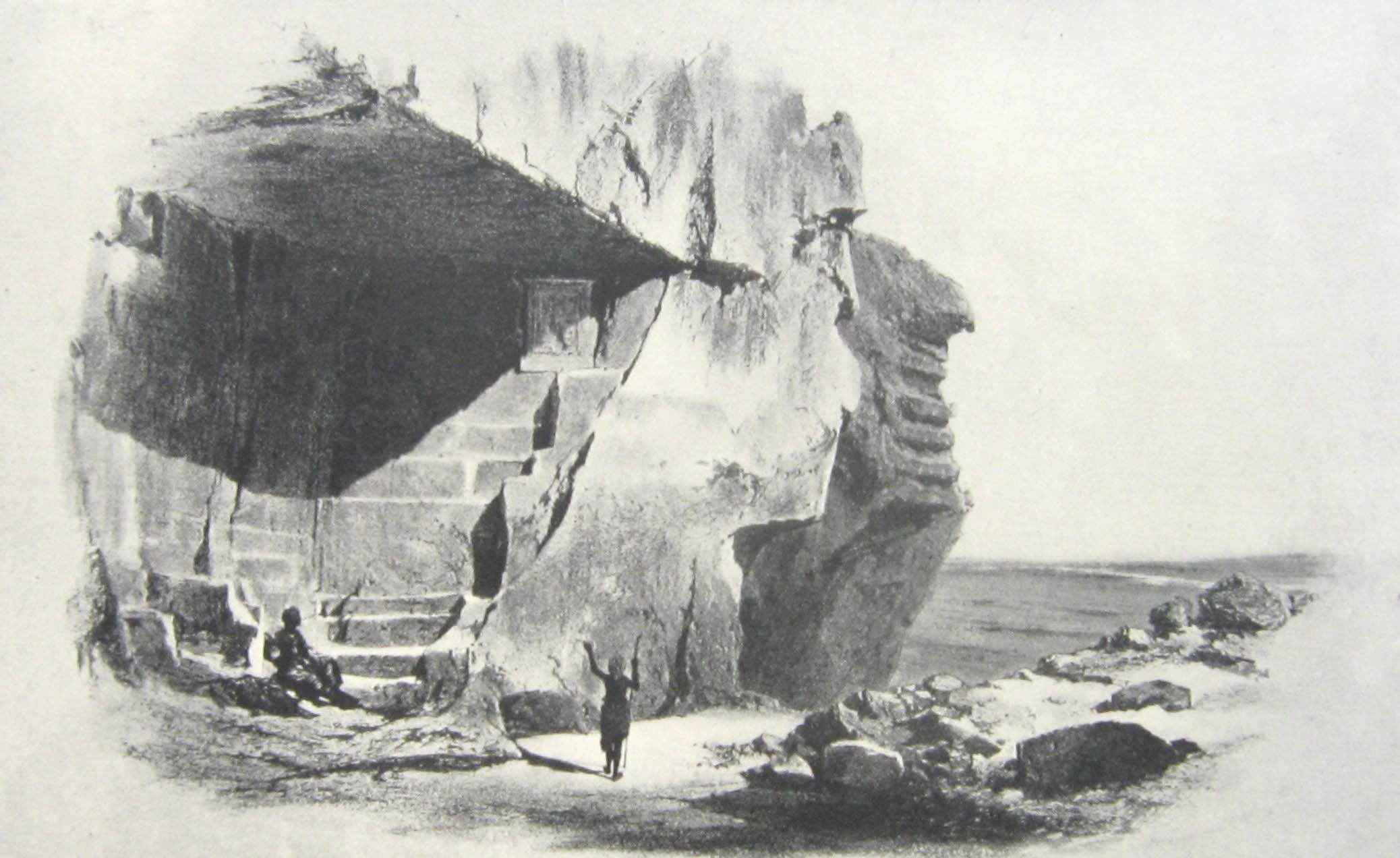
Vápencový lom v Tuře

Tura byl vápencový lom ve starověkém Egyptě. Vápenec z tohoto lomu byl díky své bílé barvě a hladkému povrchu jedním z nejkvalitnějších v celém Egyptě. Používal se především jako materiál na obložení pyramid a schody či stropy v mastabách. Byl využit například na stavbu Lomené pyramidy, Červené pyramidy, Chufuovy pyramidy, na řadu sarkofágů šlechticů ze Staré říše, na pyramidy z období Střední říše nebo na chrámy v Mennoferu a Vesetu.